# Syneos Health
Syneos Health ist ein weltweit tätiges Dienstleistungsunternehmen für die (Bio-)Pharma- und Medizintechnikindustrie und ein Dienstleister im Bereich klinischer Studien. Das Unternehmen mit Sitz in Morrisville (North Carolina) wurde 1984 gegründet; es beschäftigt weltweit mehr als 23.000 Mitarbeiter und ist in 110 Ländern vertreten.
Das Unternehmen hat sich das Ziel gesetzt, die Prozesse im Lebenszyklus von Arzneimitteln und Medizinprodukten zu beschleunigen.
Syneos Health ist als börsennotiertes Unternehmen an der New York Stock Exchange (Nasdaq:SYNH) gelistet.